# 富士由比バイパス

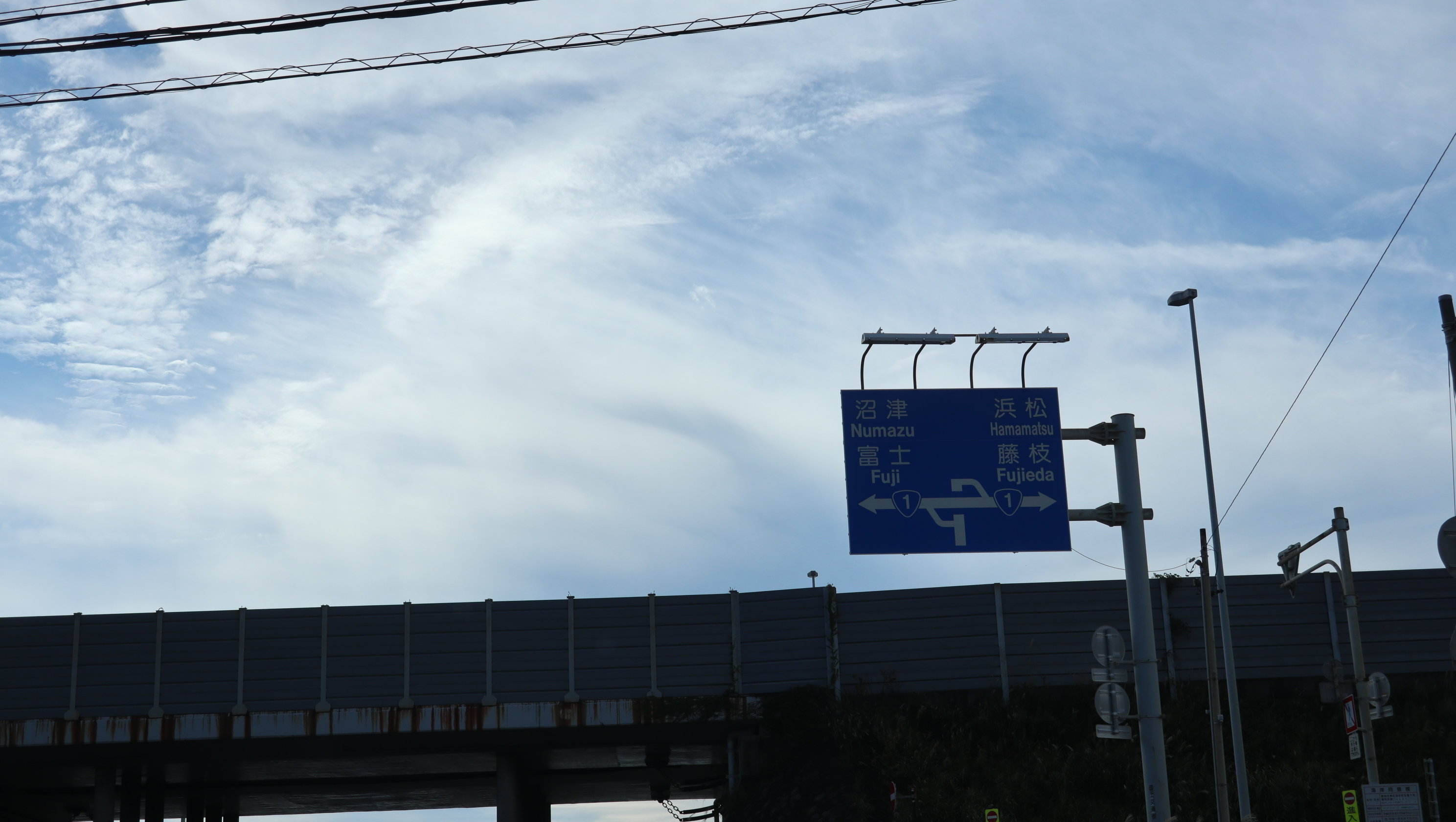
高浜IC入り口の標識

富士由比バイパス（ふじゆいバイパス）は、静岡県富士市の市街地を迂回し、同市今井から静岡市清水区興津東町に至る国道1号のバイパス道路である。1993年に旧道の国道指定が解除され、現道となった。

## 概要
- 起点：静岡県富士市今井
- 終点：静岡県静岡市清水区興津東町
- 全長：21.4 km

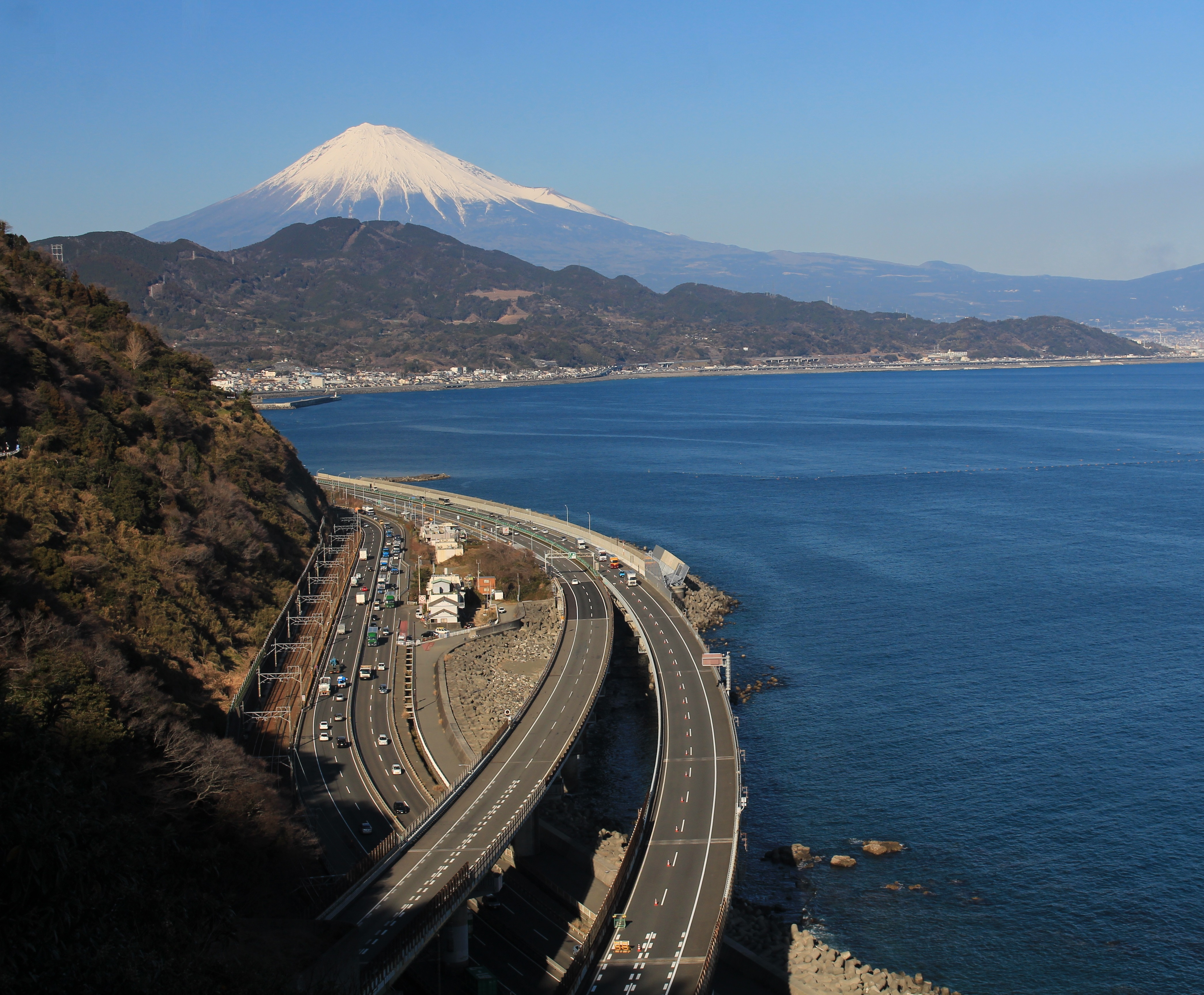
薩埵峠から望む富士由比バイパスと駿河湾越しの富士山、左側に東海道本線、右側に東名高速道路

- 車線数：平面供用部4 - 6車線、立体供用部4車線

段階的に細切れで開通し、それぞれ「由比バイパス」や「蒲原バイパス」という名称であったが、全線開通以降この名称になった。2000年初頭までは蒲原西IC付近に「由比バイパス」や「蒲原バイパス」という看板が残されていた。
富士市内は概ね平面交差。新富士川橋から清水区蒲原地区内まで立体交差である。清水区由比地区内の区間は平面交差ではあるものの信号が少なく、線形がよい。
自動車専用道路ではないので、50 cc以下の原付も通行可能（自転車・歩行者は不可）。
富士市内においては平面交差部が続いており、特に宮島東交差点を先頭にした渋滞が慢性化している。2008年2月に上り線が同交差点 - 道の駅富士まで3車線に拡大したものの、さほど改善されていない。

## 歴史
- 1969年（昭和44年）4月 ： 建設着工。
- 1972年（昭和47年）4月26日 ： 富士市前田（前田暫定IC） - 由比町寺尾間が開通（暫定2車線）。ただし鮫島 - 新富士川橋間は暫定平面4車線。
- 1975年（昭和50年）4月1日 ： 富士東IC - 鮫島間が暫定2車線で全通。新富士川橋が24時間営業（有料化）。
- 1982年（昭和57年）12月 ： 新富士川橋 - 由比町寺尾の区間が4車線化。由比町寺尾以西は現道を拡幅して4車線化。
- 1992年（平成4年）4月1日 ： 新富士川橋無料化。
- 1993年（平成5年）4月1日 ： 本線に昇格（旧道は静岡県道396号富士由比線および国道139号線に降格）。
- 1999年（平成11年）7月 ： 田子の浦高架橋の全区間4車線化工事のために、前田暫定ICは廃止されスロープ部撤去工事開始。
- 2003年（平成15年）3月20日 ： 田子の浦高架橋が4車線で完成し、これをもって全線4車線で完成。
- 2007年（平成19年）4月 ： 江川交差点 - 蓮沼交差点までの平面部が6車線に拡幅。
- 2008年（平成20年）2月20日 ： 宮島東交差点 - 道の駅富士までの平面部が上り線のみ3車線に拡幅[1]。
- 2013年（平成25年）11月 ： 「倉沢漁港」信号使用停止。横断歩道撤去。
- 2014年（平成26年）
  - 1月26日 ： 寺尾交差点が立体化。静岡市方面の流入ランプを供用開始。[2][3]。
  - 2月 ： 和瀬川橋下り線の架け替え開始。

## 接続するバイパスの位置関係
（東京方面）沼津バイパス - 富士由比バイパス  - 静清バイパス（大阪方面）

## 地理

### 通過する自治体
- 静岡県
  - 富士市 - 静岡市（清水区）

### 交差する道路

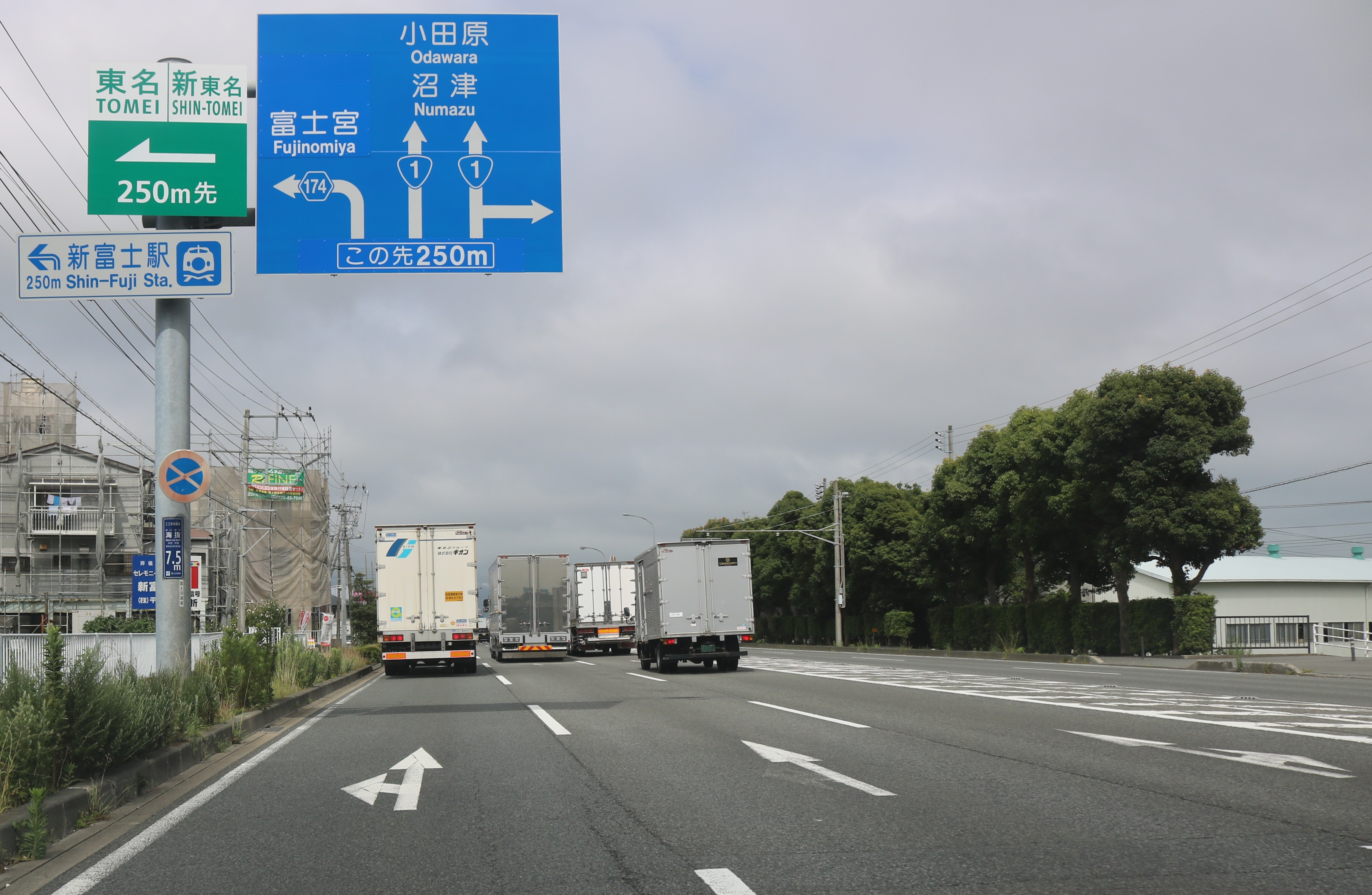
宮島東交差点で県道174号（富士見大通り）が接続する

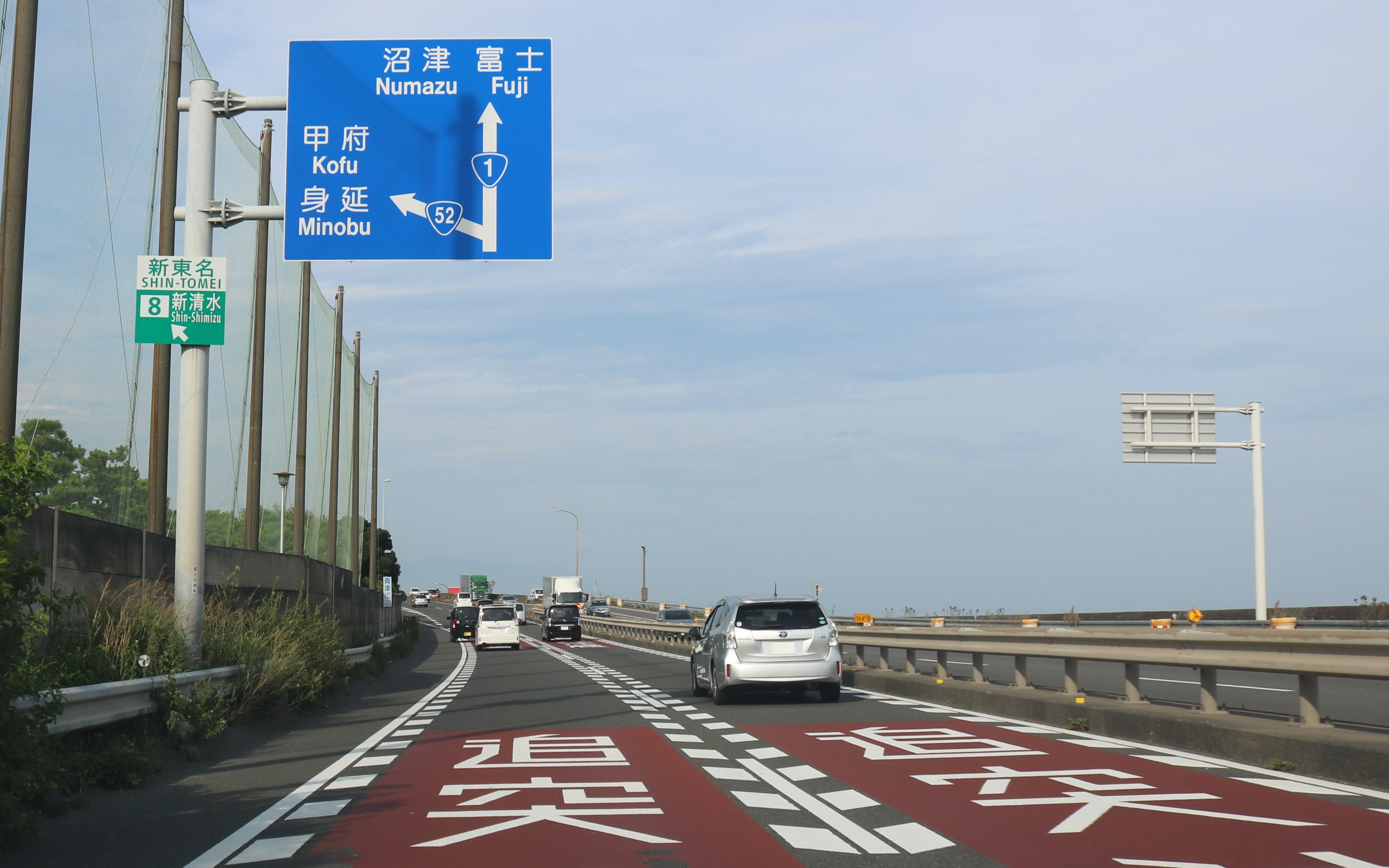
静清バイパスが接続する興津IC

| 施設名                                | 接続路線名                | 備考       | 所在地        |
| ------------------------------------- | ------------------------- | ---------- | ------------- |
| 国道1号（沼津バイパス）沼津・三島方面 |                           |            |               |
| 富士東IC                              | 国道139号、県道76号       |            | 富士市        |
| 宮島東交差点                          | 県道174号（富士見大通り） |            | 富士市        |
| （この間平面交差）                    |                           | 信号機あり | 富士市        |
| 早川交差点                            | 富鷹線（富士大橋通り）    | 信号機あり | 富士市        |
| 道の駅富士                            |                           |            | 富士市        |
| 蒲原東IC                              |                           |            | 静岡市 清水区 |
| 高浜IC                                | 新蒲原駅入口              |            | 静岡市 清水区 |
| 蒲原西IC                              |                           |            | 静岡市 清水区 |
| （この間平面交差）                    |                           | 信号機あり | 静岡市 清水区 |
| 寺尾IC                                | 県道396号                 |            | 静岡市 清水区 |
| （この間平面交差）                    |                           | 信号機あり | 静岡市 清水区 |
| 興津IC                                | 国道52号                  |            | 静岡市 清水区 |
| 国道1号（静清バイパス）清水・静岡方面 |                           |            |               |

## 主なトンネルと橋
- 富士東立体区間
  - 以下の連続した橋でなる連続高架橋である。今井高架橋より東寄りの高架橋部分は沼津バイパスとなる。
  - 今井高架橋（富士東IC）：49.5 m
  - 沼川高架橋-1（江川交差点 - 富士東IC）：140.0 m
  - 滝川橋（江川交差点 - 富士東IC）：162.0 m
  - 依田橋高架橋-3（江川交差点 - 富士東IC）：162.0 m
  - 大昭和橋（江川交差点 - 富士東IC）【製紙パイプライン】：31.0 m
  - 依田橋高架橋-2（江川交差点 - 富士東IC）：519.5 m
  - 都市計画道跨道橋（江川交差点 - 富士東IC）【富士市道】：29.5 m
  - 依田橋高架橋-1（江川交差点 - 富士東IC）：427.8 m
  - 市道跨道橋（江川交差点 - 富士東IC）【富士市道】：27.0 m
  - 1号跨道橋（江川交差点 - 富士東IC）【国道139号】：59.6 m
  - 和田川橋橋（江川交差点 - 富士東IC）【和田川】：66.0 m
  - 田子の浦高架橋-2（江川交差点 - 富士東IC）：420 m
  - 小潤井川橋（江川交差点 - 富士東IC）【小潤井川】：44.0 m
  - 岳南鉄道跨道橋（江川交差点 - 富士東IC）【岳南線】：42.6 m
  - 田子の浦高架橋-1（江川交差点 - 富士東IC）：477.6 m
  - 東海道本線跨道橋（江川交差点 - 富士東IC）【東海道本線】：48.0 m
  - 潤井川橋（江川交差点 - 富士東IC）【潤井川】：156.0 m
  - 旭ランプ橋（江川交差点 - 富士東IC）：83.7 m
    - 当高架橋区間は、計画段階では港湾の工業地帯を通る都合上、用地買収に相当な時間がかかることが予想された。また東海道新幹線に沿う形で計画されていたために広大な用地確保もできないことから暫定平面化は困難であり、用地が容易に確保でき、かつ当時の現道と最も接続しやすい前田暫定ICまでの約1kmの区間を2車線で暫定高架橋I期線が開通した。この前田暫定ICは岳南電車岳南線までの区間であった。
    - 当時の国道1号線（現・国道139号線）左富士交差点から前田暫定ICまでの連絡路を4車線で建設し、高架橋がスロープとなって地表に降りてこの連絡路と平面で交差していた[6]。
    - 1975年に、用地が確保できたこと、並びに接続する沼津バイパスとの建設進捗具合からめどが立ち、このI期高架橋の山側にII期高架橋が富士東ICまで暫定2車線で開通した。これ以後4車線化までの間はI期高架橋は前田ICから静岡方面のみの入口専用になり、同ICから鮫島までの下り線専用の2車線道路となったことで、同区間は下り3車線、上り1車線の変則運用となっていた。

  - 1999年、田子の浦高架橋の全4車線化に先駆けて前田ICは廃止。I期線の地表に降りるスロープ部分は解体され、富士東ICから新規で建設されたIII期線とこのI期線の平坦部が接続された。このため富士東ICから下り線を走行した際、東海道本線との交点部分以西が先行開通したI期高架橋であり経年に差がみられる。

- 新富士川橋（道の駅富士 - 蒲原東IC）
  - 過去に有料区間として供用されていた。道の駅富士は、同有料道路の料金所跡地を利用して完全無料化から1年後の1993年4月に建設された。
- 放水路橋（蒲原東IC - 高浜IC）
- 蒲原高架橋（高浜IC - 蒲原西IC）
- 由比川橋（蒲原西IC - 寺尾IC）
- 和瀬川橋（蒲原西IC - 寺尾IC）
- 由比漁港橋（蒲原西IC - 寺尾IC）

## 道の駅
- 道の駅富士